# Aidyn Smaghulow
Aidyn Qudaibergenuly Smaghulow (kasachisch Айдын Құдайбергенұлы Смағұлов; * 1. Dezember 1976 in Öskemen, Kasachische SSR) ist ein ehemaliger Judoka, der in der Sowjetunion aufwuchs, seine Judokarriere in Kasachstan begann und später für Kirgisistan antrat. 2000 in Sydney war er der erste olympische Medaillengewinner für Kirgisistan nach der Unabhängigkeit.

## Sportliche Karriere
Der 1,61 m große Smaghulow war 1996 Siebter bei den Juniorenweltmeisterschaften in Porto. 1997 erreichte Smaghulow beim Weltcupturnier in Moskau den dritten Platz. 1999 war er beim Weltcupturnier in Prag Fünfter.
Im Mai 2000 gelang Smaghulow sein erster großer internationaler Erfolg. Bei den Asienmeisterschaften in Osaka unterlag er erst im Finale dem Japaner Tatsuaki Egusa und gewann die Silbermedaille. Knapp vier Monate später trat Smaghulow bei den Olympischen Spielen in Sydney an. Nach einem Auftaktsieg gegen den Argentinier Jorge Lencina unterlag er im Viertelfinale dem kubanischen Weltmeister von 1999 Manolo Poulot. In der Hoffnungsrunde besiegte Smaghulow dann nacheinander den Russen Jewgeni Stanew, den Moldawier Gheorghe Kurgheleasvili, den US-Judoka Brandan Greczkowski und den Usbeken Alisher Muxtarov. Nach diesen vier Siegen in der Hoffnungsrunde stand Smaghulow als Gewinner einer Bronzemedaille fest; die andere erhielt Manolo Poulot, der im Halbfinale gegen den späteren Olympiasieger Tadahiro Nomura verloren hatte. Aidyn Smaghulows Kämpfe in Sydney endeten alle vorzeitig durch Ippon, sowohl seine fünf Siege als auch seine Niederlage.
Bis 2000 war Smaghulow im Superleichtgewicht bis 60 Kilogramm angetreten, 2001 wechselte er ins Halbleichtgewicht bis 66 Kilogramm. Bei den Asienmeisterschaften 2001 in Ulaanbaatar belegte er den fünften Platz. Ein Jahr später erreichte er bei den Asienspielen in Busan ebenfalls den fünften Platz.